# Hameau de la Reine

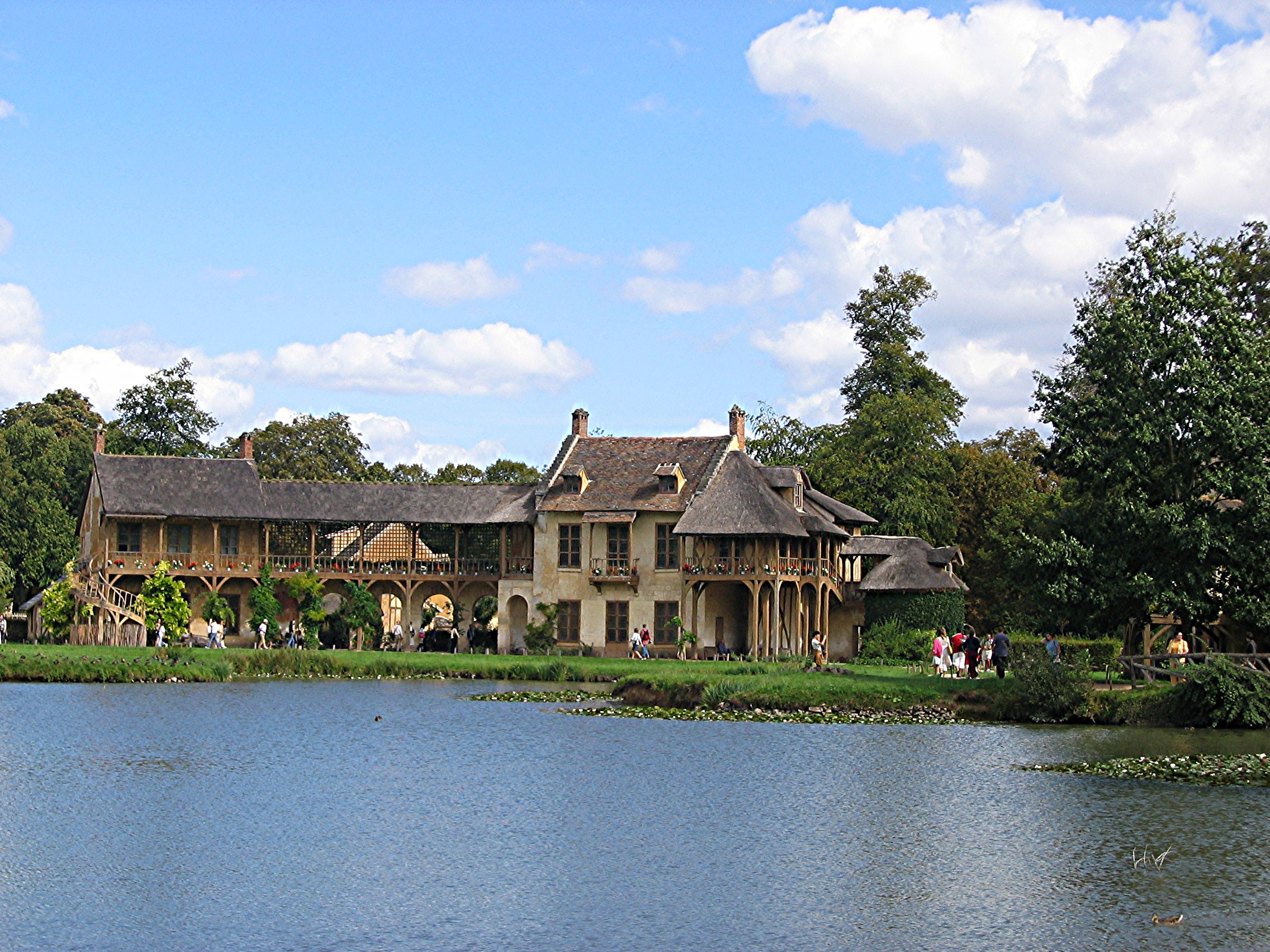
Pohled na Hameau de la Reine

Hameau de la Reine (tj. Královnina osada) nebo Petit Hameau je idealizovaná vesnička (ferme ornée), která byla vybudována v 18. století na přání Marie Antoinetty. Nachází se v zámeckém parku ve Versailles poblíž zámku Malý Trianon a slouží jako muzeum.

## Historie
V roce 1774 získala Marie Antoinetta od svého manžela Ludvíka XVI. darem letohrádek Malý Trianon, ve kterém si královna mohla odpočinout od dvorního života. Park kolem zámku nechala v následujících letech upravit podle anglického vzoru. V 18. století propagoval filozof Jean-Jacques Rousseau život v přírodě a život na venkově byl idealizovaně spojován s volností a krásou. Marie Antoinetta byla ovlivněna touto myšlenkou, a tak pro ni byla v letech 1783–1788 vybudována východně od Malého Trianonu vesnička Hameau. Jejím autorem se stal architekt Richard Mique.
Tato vesnička byla jednou z aktivit, kvůli které nebyla královna u obyvatelstva oblíbená. Stříbrné hrábě, malé porcelánové kbelíky nebo žlaby z mramoru ve stájích, které byly součástí selského života Marie Antoinetty, popouzely poddané, jichž každodenní realita byla zcela odlišná. V roce 1785 nechala Marie Antoinetta ubytovat na statku rodinu z Touraine, která udržovala selské hospodářství v provozu a dotvářela tak obraz fungující vesničky.
Marie Antoinetta byla během Francouzské revoluce popravena a architekta Richarda Mique stihl stejný osud. Vesnička byla spolu se zámkem zkonfiskována a v následujících letech chátrala. V roce 1810 byla z pokynu Napoleona I. zrestaurována.

## Stavby
Kolem umělého jezera a potoka vznikl soubor staveb, které mají připomínat různé aspekty selského venkova. Vzdáleně stavby připomínají selský styl z Normandie, ovšem nejedná se o jednotný styl a budovy neměly pravděpodobně žádné reálné předobrazy. Osada se skládá z 12 staveb, které měly různé funkce. Nejdůležitější byl vlastní dům královny (Maison de la Reine). Zvnějšku působí stavba i ostatní domy velmi jednoduše, s tím ovšem kontrastuje vnitřní zařízení provedené ve vysoké kvalitě a luxusu, které ve skutečnosti nijak neodpovídaly běžnému životu na venkově. Z dalších staveb zde vznikly statek, mlýn, holubník, mlékárna nebo vyhlídková věž Marlborough.